# ジョアンナ・デヴィッド
ジョアンナ・デヴィッド（Joanna David、1947年1月17日 - ）は、イギリスの女優。
俳優エドワード・フォックスの妻で、2人の間に生まれた娘のエミリアと息子のフレディも俳優である。

## 出演作品
- モース警部シリーズ VOL.21　デッド・オン・タイム Inspector Morse: Dead on Time (1992) ※第6シリーズ第1話にゲスト出演
- 刑事フォイル「隠れ家」 Foyle's War: The Funk Hole (2003) ※第2シリーズ第4話にゲスト出演
- ローズマリー&タイム Rosemary & Thyme (2004) ※ゲスト出演
- 恋のロンドン狂騒曲 You Will Meet a Tall Dark Stranger (2010)
- ミス・マープル6「グリーンショウ氏の阿房宮」 Agatha Christie's Marple: Greenshaw's Folly (2013) - グレース・リッチー役 ※シーズン6第2話にゲスト出演
- ダウントン・アビー Downton Abbey (2013) ※シーズン4第3, 4話にゲスト出演
- バトル・インフェルノ The Cleansing Hour (2019)